# Kaxås skola
Kaxås skola är en låg- och mellanstadieskola i Kaxås, Offerdals socken, Krokoms kommun, Jämtland. 

## Historia

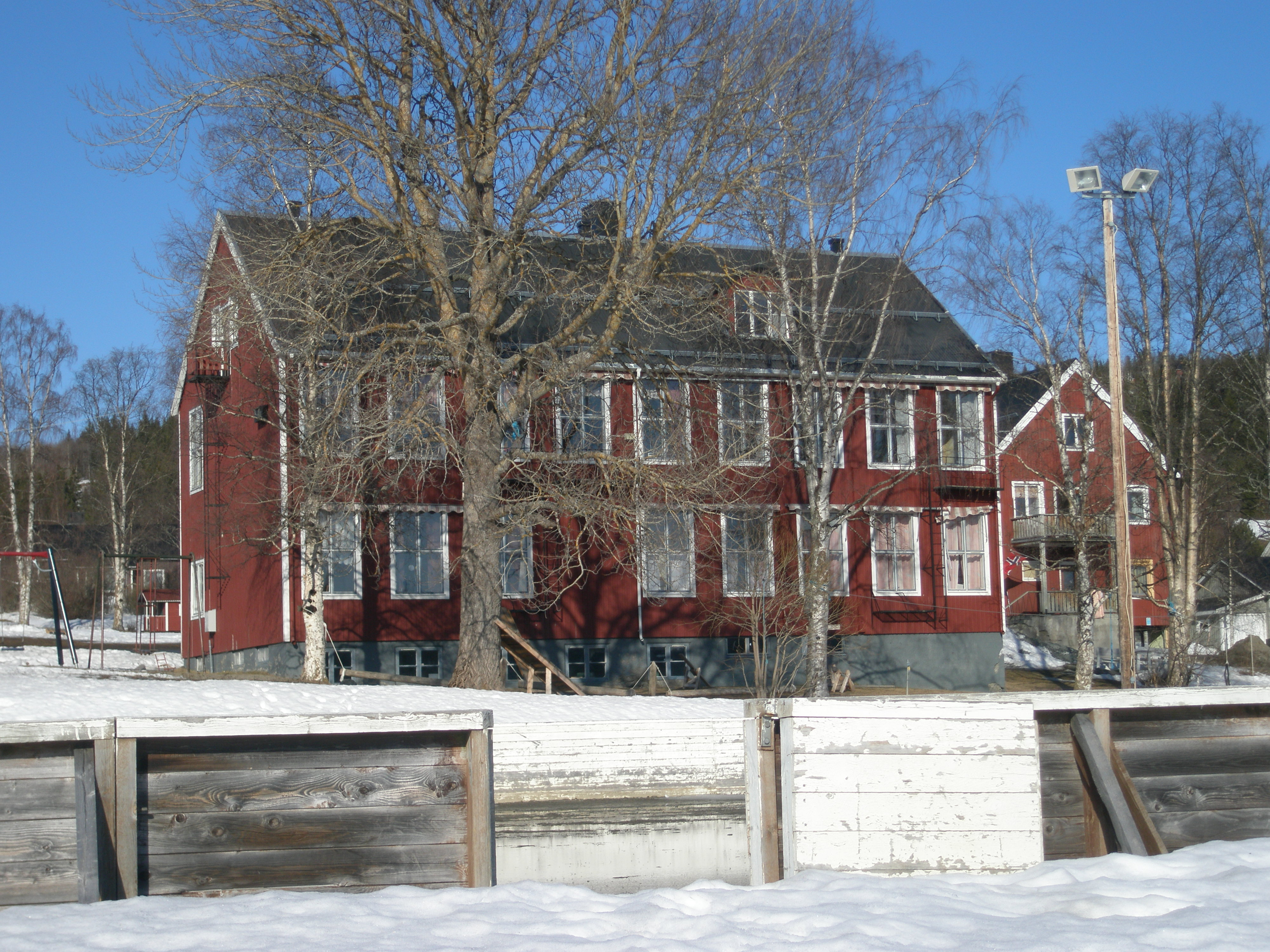
Kaxås skola i Offerdal

År 1797 beslutade sockenstämman i Offerdals socken att utse kyrkväktaren Gunnar Olofsson i Kaxås och gamla klockaren Lars Heljesson i Åflo till ansvariga för undervisningen i Kaxås och Åflo. Under 1800-talet inrättades lärartjänster i östra respektive västra Offerdal. Undervisningstiden var från Mikaeli till Valborg. 
År 1820 beslöt Offerdals sockenstämma att socknen skulle delas mellan två skolmästare. Alla barn skulle undervisas i stavning och innanläsning. Ersättningen var en kanna korn i veckan för varje barn. Lärarna fick mat hos föräldrarna och de föräldrar som inte hade råd att föda läraren fick underhåll ur socknens fattigkassa. 
År 1842 års folkskolestadga innebar att en flyttbar folkskola inrättades, indelad i sex rotar, varav Kaxås, Åflo och Önet utgjorde en rote. En lärarbostad byggdes på södra sidan av Nästån i närheten av Åflohammar på den nuvarande Skolbacken. Ett av rummen användes till skolsal. Hela socknen beräknades årligen ha 214 skolbarn. De två folkskollärarna fick undervisa i vardera tre rotar. 
I juli 1858 beslutade sockenstämman att småskolor skulle inrättas i socknen för barn mellan 7 och 9 år. Sex småskolor byggdes upp, varav en i Kaxåsroten. Småskolan flyttades turvis mellan de s.k. rotemännen. 
År 1876 beslutade sockenstämman att bygga ett skolhus i Kaxås (nuvarande gymnastikhuset) för folkskolan. Skolhuset innehöll skolsal, lärarbostad och avklädningsrum. I början på 1900-talet fanns det tre småskolor i Kaxåsbygden: Åflo småskola i Säter, Kaxås småskola i Kaxås godtemplarhus och Önets småskola. Eleverna i småskolan hade undervisning i tre halva år. Folkskoleelverna, som var mellan 10 och 12 år, hade undervisning varannan dag.  
I början på 1900-talet byggdes ett nytt skolhus som än i dag fungerar som skola. Så småningom kom detta att bli en samlad grundskola för årskurserna 1–6. I början på 1960-talet byggdes en högstadieskola i grannbyn Änge, där Kaxåseleverna går årskurserna 7–9.